# گوره‌آ د گایگو
گوره‌آ د گایگو (به اسپانیایی: Gurrea de Gállego) یک دهستان در اسپانیا است که در استان اوئسکا واقع شده‌است. گوره‌آ د گایگو ۱۹۱٫۹۷ کیلومتر مربع مساحت و ۱٬۶۴۴ نفر جمعیت دارد و ۳۴۱ متر بالاتر از سطح دریا واقع شده‌است.